# RoboCop 3
RoboCop 3 ist die zweite Fortsetzung des Science-Fiction-Films RoboCop aus dem Jahre 1987. Die Regie übernahm Fred Dekker, das Drehbuch stammt von ihm sowie Frank Miller. Der Film startete am 5. Mai 1994 in den deutschen Kinos.

## Handlung
Detroit in der Zukunft. OCP steht am Rande des Bankrotts, besonders da der Bau von Delta City immer noch verzögert wird. Ein japanischer Konzern, der große Anteile an OCP aufgekauft hat, will das Projekt ebenfalls vorantreiben; beide Parteien schicken ihre Handlanger, um die arme Bevölkerung aus Old Detroit zu vertreiben: der japanische Konzern den Ninja-Androiden Otomo, OCP die brutale Söldnertruppe „Rehabilitators“ (kurz die „Rehabs“ genannt).
Die Bewohner des vom Abriss bedrohten Viertels hingegen haben eine Widerstandsbewegung gegründet, die sich mit allen Mitteln gegen die Zerstörung ihrer Heimat zu wehren versucht. Als Polizist gerät Robocop zunehmend in einen Gewissenskonflikt, da die Rebellen gegen das Gesetz verstoßen, gleichzeitig aber zu den Unschuldigen zählen, die er ja beschützen soll. Als seine langjährige Freundin und Partnerin Anne Lewis von McDaggett, dem Anführer der Rehabs, ermordet wird, als sie wehrlose Zivilisten zu beschützen versuchen, stellt Robocop sich dann auf die Seite der Rebellen.

## Kritiken
„Dritte Folge der Science-Fiction-Reihe um den Roboter-Polizisten, nicht so perfekt inszeniert wie der selbstironisch gefärbte erste, aber weit weniger brutal als der zweite Teil. Im Kern der Action-Geschichte steckt die nachdenkenswerte Botschaft über die Notwendigkeit zwischenmenschlicher Solidarität in einer materialistischen Welt.“

„Politisch okay, sonst aber wenig packend.“

## Auszeichnungen
- 1994 – Saturn Award – Nominierung in der Kategorie Bester Science-Fiction-Film
- 1994 – Saturn Award – Nominierung in der Kategorie Beste Nebendarstellerin für Nancy Allen
- 1994 – Young Artist Award – Nominierung in der Kategorie Beste Darstellung in einem Spielfilm – Hauptdarsteller für Remy Ryan Hernandez

## Hintergrund
- Peter Weller, der Hauptdarsteller der Vorgängerfilme, kehrte nicht mehr in seine Rolle zurück. Nancy Allen ist nur noch in einer Nebenrolle zu sehen.
- Bei einem Budget von 22 Millionen US-Dollar nahm der Film 10 Millionen an den Kinokassen ein.[4]
- Der Film wurde ausschließlich in Atlanta im Bundesstaat Georgia gedreht.[5]
- Die im Film eingesetzte Musik beinhaltet u. a. Beiträge von Elvis Presley und BB Chung King & The Buddaheads.